# Secret of the Runes
Secret of the Runes е името на единадесетия албум на шведската метъл група Therion. Записите са направени заедно с хор и камерен оркестър. Албумът излиза през 2001 г.

## Гост-музиканти

### Оперни певци
- Марика Шонеберг – сопран
- Ерика Андерсон – алт
- Карл Рамквист – тенор-баритон

### Класически музиканти
- Анна Родел – цигулка
- Аса Акерберг – чело
- Томас Карлсон – чело

## Песни
- 1. Ginnungagap (Prologue)
- 2. Midgard
- 3. Asgard
- 4. Jotunheim
- 5. Schwarzalbenheim (Svartalfheim)
- 6. Ljusalfheim
- 7. Muspelheim
- 8. Nifelheim
- 9. Vanaheim
- 10. Helheim
- 11. Secret of The Runes (Epilogue)